# Jasarum steyermarkii
Jasarum steyermarkii är en kallaväxtart som beskrevs av George Sydney Bunting. Jasarum steyermarkii ingår i släktet Jasarum och familjen kallaväxter. Inga underarter finns listade.